# Frontière entre la Norvège et le Royaume-Uni
La frontière entre la Norvège et le Royaume-Uni est entièrement maritime et se situe en mer du Nord.
Dans l’affaire des Pêcheries norvégiennes du 18 décembre 1951, la Cour Internationale de Justice a jugé que la fixation de la largeur de la mer territoriale à une distance de 3 milles ne constituait pas une règle coutumière opposable à la Norvège, « celle-ci s’étant toujours élevée contre toute tentative de l’appliquer à la côte norvégienne ». Le 12 juillet 1935 intervint le décret royal norvégien délimitant la zone de pêche norvégienne au nord de 66° 28,8' de latitude nord et d'après le décret, cette zone devait avoir une largeur de quatre miles mesurées à partir des lignes de base droites tracées entre les points saillants de la côte norvégienne ainsi que des îles et des îlots formant le Skaergaard.
En mars 1965, un accord fut formalisé avec une ligne de démarcation en 8 points
- Point 1. 56° 05' 12" N., 3° 15' 00" E.
- Point 2. 56° 35' 42" N., 2° 36' 48" E.
- Point 3. 57° 54' 18" N., 1° 57' 54" E.
- Point 4. 58° 25' 48" N., 1° 29' 00" E.
- Point 5. 59° 17' 24" N., 1° 42' 42" E.
- Point 6. 59° 53' 48" N., 2° 04' 36" E.
- Point 7. 61° 21' 24" N., 1° 47' 24" E.
- Point 8. 61° 44' 12" N., 1° 33' 36" E.

Le 10 mai 1976, un accord a été signé au sujet de l'exploitation du gisement de Frigg et du transport du gaz vers le Royaume-Uni.